# Печальный детектив
«Печальный детектив» — роман Виктора Астафьева. Впервые опубликован в январе 1986 года в первом выпуске журнала «Октябрь».

## Сюжет
Сорокадвухлетний Леонид Сошнин, бывший оперативник, возвращается домой после того, как его рукопись прощена к производству. Он переживает трудности и горе, вспоминая свою жизнь и задаваясь вопросами о русской душе. В поисках ответов на них, он начинает изучать судьбы близких и незнакомых людей, что приводит его к размышлениям о любви, страданиях и счастье.

Роман «Печальный детектив» — по-настоящему острое, смелое и, я бы сказал, решительное произведение, из тех, за которую уважают современную литературу. Пусть нечасто, раз в несколько лет, появляются такие повести, романы, рассказы, как «Печальный детектив» Астафьева, «Пожар» Распутина, «Знак беды» и «Карьер» Быкова, «Плаха» Айтматова, книги, которые учат смотреть в глаза истине.
— журнал «Огонёк», 1986 год

## Критика
Михаил Дудин в своей статье на страницах газеты «Советская культура», анализируя роман, писал:

Книга «Печальный детектив» Виктора Астафьева — книга трудной судьбы, трудной правды, трудной любви и трудной надежды.

Книга Виктора Астафьева — книга великой животворящей искренности. Он давно понимает, что выше правды ничего на свете нет, и свято придерживается этой выстраданной по строчкам истины.

В этом и есть нелёгкий оптимизм веры в победу нравственного начала жизни народа.

В этом и есть ответственность художника перед памятью прошлого, перед рассветом завтрашнего дня.
— Михаил Дудин, газета «Советская культура», 22 февраля 1986 года
Отмечается, что в этом романе впервые в советской литературе даётся картина будничной преступности и душевного огрубления:

Астафьев отдаёт предпочтение повествованию лирическому, побуждающему читателя к размышлениям: в манере изложения ощущается человеческая и писательская сдержанность. Роман «Печальный детектив» впервые в советской литературе даёт картину будничной преступности и душевного огрубления при советской системе.
— книга «Лексикон русской литературы 20 века», 1996 год

## Экранизации
19 августа 1987 года в Театре имени Моссовета состоялась премьера одноимённого спектакля, поставленного режиссёром Геннадием Тростянецким с Виталием Соломиным в главной роли.

## Награды
В декабре 1986 года Виктор Астафьев стал лауреатом премии журнала «Октябрь».